# 속초 설악동 소나무
속초 설악동 소나무(束草 雪嶽洞 ---)는 대한민국의 강원특별자치도 속초시 설악동에 있는 소나무이다. 천연기념물 제351호로 지정되어 있다.
설악동 소나무는 500여 년 전에 심겼으며, 높이가 16m, 둘레가 4m이고, 가지의 길이는 21.4m~19.4m이다. 이 나무는 강원특별자치도 속초에서 설악동으로 들어가는 도로의 로타리 중앙에 서 있다. 예로부터 서낭나무로서 보호되어 왔으며, 여기에 돌을 쌓으면 장수한다 하여 나무 아래에 돌무더기가 생겼다. 현재 지상 2.5m 높이에서 3개로 갈라진 가지 중 두 개는 완전히 죽었고, 한 개만이 살아 있는데 그 밑둘레가 3.5m이다.